# Фрейдлин, Ян Михайлович
Ян (Яков) Михайлович Фрейдлин (род. 12 августа 1944, Чита) — советский и израильский композитор, музыкальный педагог, пианист, аранжировщик.

## Биография
1963—1965 — муз. училище (композиция, теория музыки, ф-но)
- 1966—1971 — Одесская консерватория (Академия) им. А. В. Неждановой, класс композиции/тенниса, преподаватель доцент А. Л. Коган.
- С 1973 преподаватель/зав.теор. отделом Одесской музыкальной школы-десятилетки им. П. С. Столярского.
- Член Союза Композиторов СССР (1975—1990)
- С 1990 года проживает в Израиле.
- С 1991 преподает в музыкальном колледже Левински (Т-А).
- С 1990 по 1993 преподавал в Академии Музыки (Т-А Университет).

AWARDS :
- Grand Prix of Warna Cinema Festival (Bulgaria) for original music to a movie «The summer has begun» (1978)
- I-st Prize Winner of ACUM (Israel) for «Mise en scenes» — Sonata for V-n & V-c (1983)
- I-st Prize Winner of Liberson Prize of Israel Composer’s Leaque for Piano Trio # 2 ' In Memory of Andrew Tarkovsky' (1995)
- 2-nd Prize of GFA (Guitar Foundation of America)-Claremont (US) for «Letters from Arles» for Guitar solo (1995)
- «Sonata in 3 Visions» for Harp solo has been chosen as a required piece by XIII International Harp Contest (1998)
- I-st Prize Winner of the International Composition Forum for Excellence in chamber music in Tampa Bay (US) for a piece « Twilight Music» for Fl, V-n & P-no (2005)

## Произведения
Хореографическая мистерия «Герника» (1984); для симфонического оркестра — симфонии: I (1973), II (1984), III (1986), IV — Й. Бродский Речитация , V — Ностальгии; Эпитафия (памяти Д. Д. Шостаковича, 1975), *Триптих времен* для стр. орк (2015); *Нить Ариадны* для стр.орк(2017), *КолорСюита* для стр.орк (2010); *Сюита путешествий* для стр. орк. (2009), Двойной концерт для фл, ф-но и оркестра(1974); для ф-п. и симф. оркестра — Концерт № 1 (1971), "Концертное каприччио" для ф-но с орк (1980), Ф-ный концерт № 2 в 5 картинах (1987); *Созерцание* для ф-но со стр.орк. (2005); для камерного оркестра — Две пьесы (1974); «Весенние игры» для флейты, 2-х стр. оркестров и ударных (1983); струнные квартеты — № 1 (1963), № 2 — памяти жертв фашизма (1975), № 3 — *Цветы в рамах* (2003); для камерного или стр. орк. — «Струнная рапсодия» (1987); Концерт для в-чели, стр. орк. и виброфона (1994); для флейты, скр., в-чели и ф-п. — *Ожидание* (1982); *Музыка сумерек* для фл, скр. и ф-но (1997)*Тихая Соната*(2001) для фл.и ф-но; для скр., в-чели и ф-п. — Трио № 1 (1981) ; Трио № 2 памяти Ан. Тарковского (1994) ф-п. концерт "Готические витражи" для фл. ф-но и стр.квартета; (1985); *Моноопера* для скр.соло (2002); для скр. и в-чели — Пять дуэтов (1979); для скр. и ф-п.,Соната — Серенада для скр. и ф-но (2012); Сюита (1969); Соната в 3-х письмах для скр. и ф-но(1983), Осенняя баллада (1986), сюита «Лесные картины» (1985),*Колыбельная Ветру*(2015),*Скрипка Шерлока* для скр.и ф-но (2009); цикл *Театр Беранже* для голоса, скр., в-чели и ф-п. (1982); *Соната памяти моего отца* для в-чели и ф-но (1986),*Венецианский Концерт* — в-чель и ф-но (2004); Мини-партита для в-чели соло(1982); для кларнета и ф-п. — «Сонатина» (1974); Партита для фл. соло;(1973); *Итальянская Тетрадь* для кл.соло (1997) ;*Соната в 3-х видениях* для арфы соло;*Романтический Концерт* для тромбона со стр.орк(2007);*Музыка уходящего лета* для фл, альта и арфы; *Весенние облака* для фл, альта и арфы (2014); для органа — Поэма (1977); для гитары — Пять постлюдий «Строфы Сафо» (1983),Письма из Арля (Ван Гог) 1998, *Романсеро Соната*(2013), Танго-Клок (2006), Лунный Триптих для гит. (2002); Сюита (2005); *Простые Волшебные Сады*- ф-ный альбом (2001); Прелюдия, Токката и Хорал для 2-х ф-но(1987); для ф-п. — Детские пьесы (1986), «Сонатина» (1973), цикл портретных зарисовок «Взгляды» (1975), Романтическая соната (1978), 11 экспрессий (1981), Три серенады (1984), 7 пейзажей (1985), «Погружение»-медитация (1986), Зимняя сонатина (2013)по Х. Андерсену; Хоральная Соната для ф-но (2013), Соната со свечой для ф-но (2016) . Для голоса и ф-п..цикл «Мелочи жизни» (сл. Ф. Кривина, 1969),*Ночной дождь*,* Я так давно родился*- на сл. Арс. Тарковского (1981); для меццо, флейты и рояля — «Античная тетрадь» (сл. поэтов Древней Греции, 1978), *Вермеер Триптих* — для барок. трио (2010), Лирическая Соната для альта и ф-но (2012), *Эклога к Эхо* (2008) для фл, гобоя и ф-но; *КолорСюита* для фл, в-чели и ф-но (1999); *Брейк-пойнт* для кл. соло и струнных (2014); *Соната скитаний* для в-чели и гит (1988);* Круги на воде* для ф-но и стр.орк (2015) *Пражский Калейдоскоп*для скр. и гит.(2012); * Поэма контрастов* — по заказу симф. оркестра З.Меты (2007).*Идея Фикс* для квартета гитар (2004); Двойной концерт для 2-х кларнетов и стр. оркестра (2014);*Соната-Баллада* для гит .соло (2018).

### Mузыка к кинофильмам
- «Подарок судьбы» (1976)
- «Наступило лето» (1977) — муз. сопровождение п/у Гараняна (анс. *Мелодия*)
- «У меня все нормально» (1977)
- «Огонь в глубине дерева» (1978)
- «Выгодный контракт»-4-х серийный (1980)
- «Я — Хортица» (1981)
- «Депутатский час» (1981)

Музыка к 26 театральным постановкам
Рок-опера *Вокруг Робинзона* (1976)